# Edgar Sanabria
Edgar Sanabria (Caracas, 3 ottobre 1911 – Caracas, 24 aprile 1989) è stato un politico venezuelano.
È stato presidente del Venezuela dal 14 novembre 1958 al 13 febbraio 1959.